# 도야마번
도야마 번(일본어: 富山藩 토야마한[*])은 엣추국 중앙부(진즈강이 흐르는 지역)를 영유한 번이다. 번청은 도야마성(지금의 도야마현 도야마시)에 위치해있다.